# 外新城
外新城（德语：Äußere Neustadt），又名安东城（Antonstadt），得名于萨克森王国国王安东，是德国德累斯顿的一个社区。外新城是新城的一部分，该部分位于曾经旧城墙所在的位置之外，与内新城相对。今天，该地区以繁荣的酒吧和夜总会而闻名。

## 位置
外新城的南边是包岑街（Bautzener Straße）和阿尔伯特广场，西边是国王桥街（Königsbrücker Straße），北边是主教路（Bischofsweg）和明矾公园（Alaunpark），东边是普利斯尼茨河（Prießnitz）。这些是官方边界。许多人认为赫克特（Hecht）社区是外新城的一部分，但是在技术上属于莱比锡郊区（Leipziger Vorstadt）。

## 交通
外新城距离德累斯顿第二大火车站德累斯顿-新城车站不远。该站接入城际快车网络。
外新城拥有许多有轨电车线路。其南部边界的阿尔伯特广场，是德累斯顿易北河以北地区最重要的枢纽。由于该区街道狭窄，这里拥有德累斯顿为数不多的单轨路段之一。

## 历史
该区的街道自1745年铺设以来，基本保持未变。该地区最早出现的企业包括铸造厂和明矾锅炉，明矾街（Alaunstraße）就是因此而得名。1839年，世界上最早的牛奶巧克力，生产于这里的一个工厂，介于今日的蒂迈欧街（Timaeusstraße）与乔丹街（Jordanstraße）之间，两条街分别得名于奥古斯特·弗里德里希·克里斯蒂安·蒂迈欧（August Friedrich Christian Timaeus）和戈特弗里德·海因里希·克里斯托夫·乔丹（Gottfried Heinrich Christoph Jordan）。
该地区在19世纪后期蓬勃发展，当时建造了许多特色建筑。今天，它是德国最大的拥有封闭的威廉时代建筑的城区之一。这与外新城没有受到德累斯顿轰炸的影响有很大关系。
自1990年以来，每年都会在外新城举行“多彩新城节”（Bunte Republik Neustadt）。它已成为德国东部最大的城市节日，2006年有超过15万名游客。

## 景点

### 马丁路德教堂

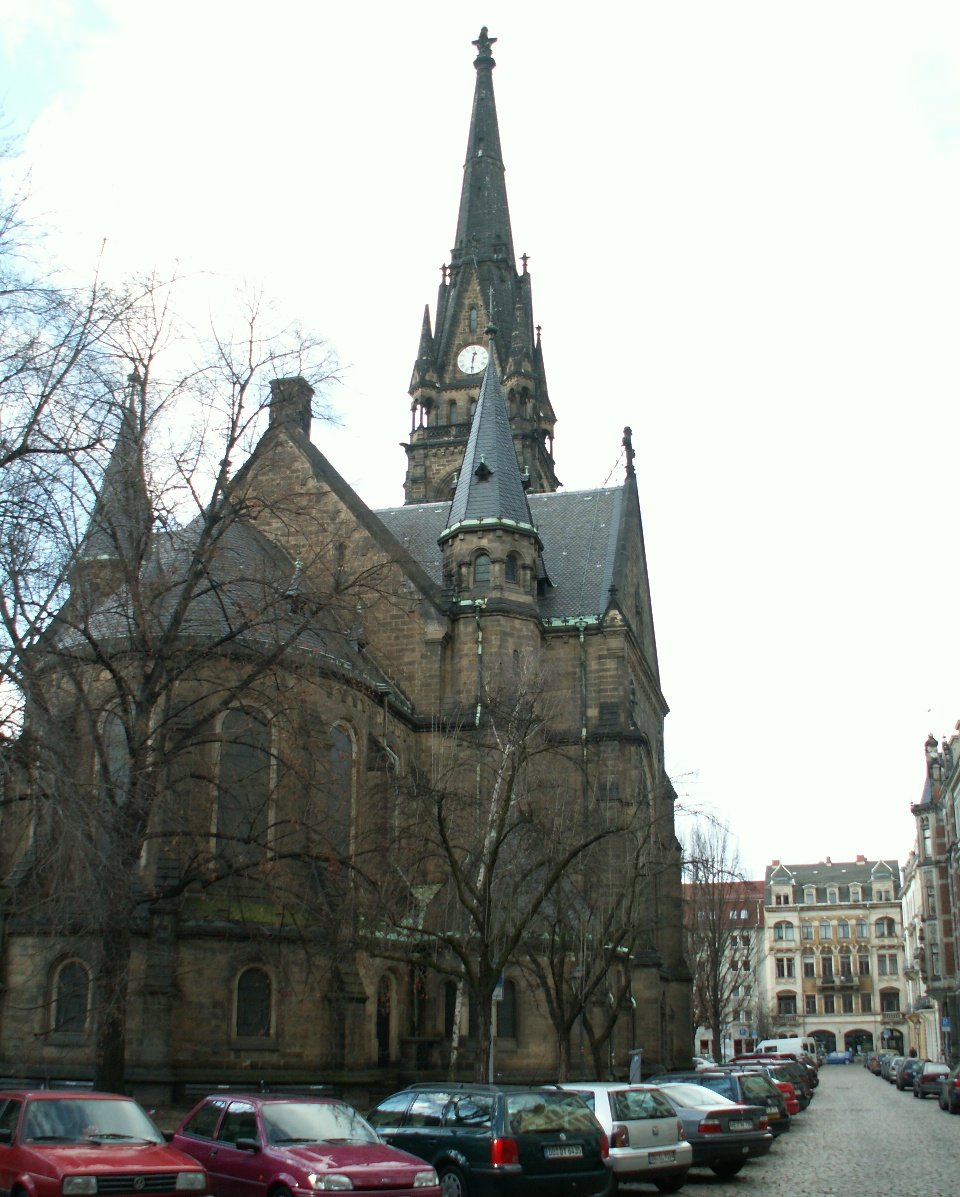
马丁路德教堂

马丁路德教堂坐落在马丁路德广场（Martin-Luther-Platz），建于1883年至1887年。该堂具有罗马式的拱门和哥特式的比例，教堂外观风格属于历史主义。钟楼高81米。

### Pfund's 乳品店

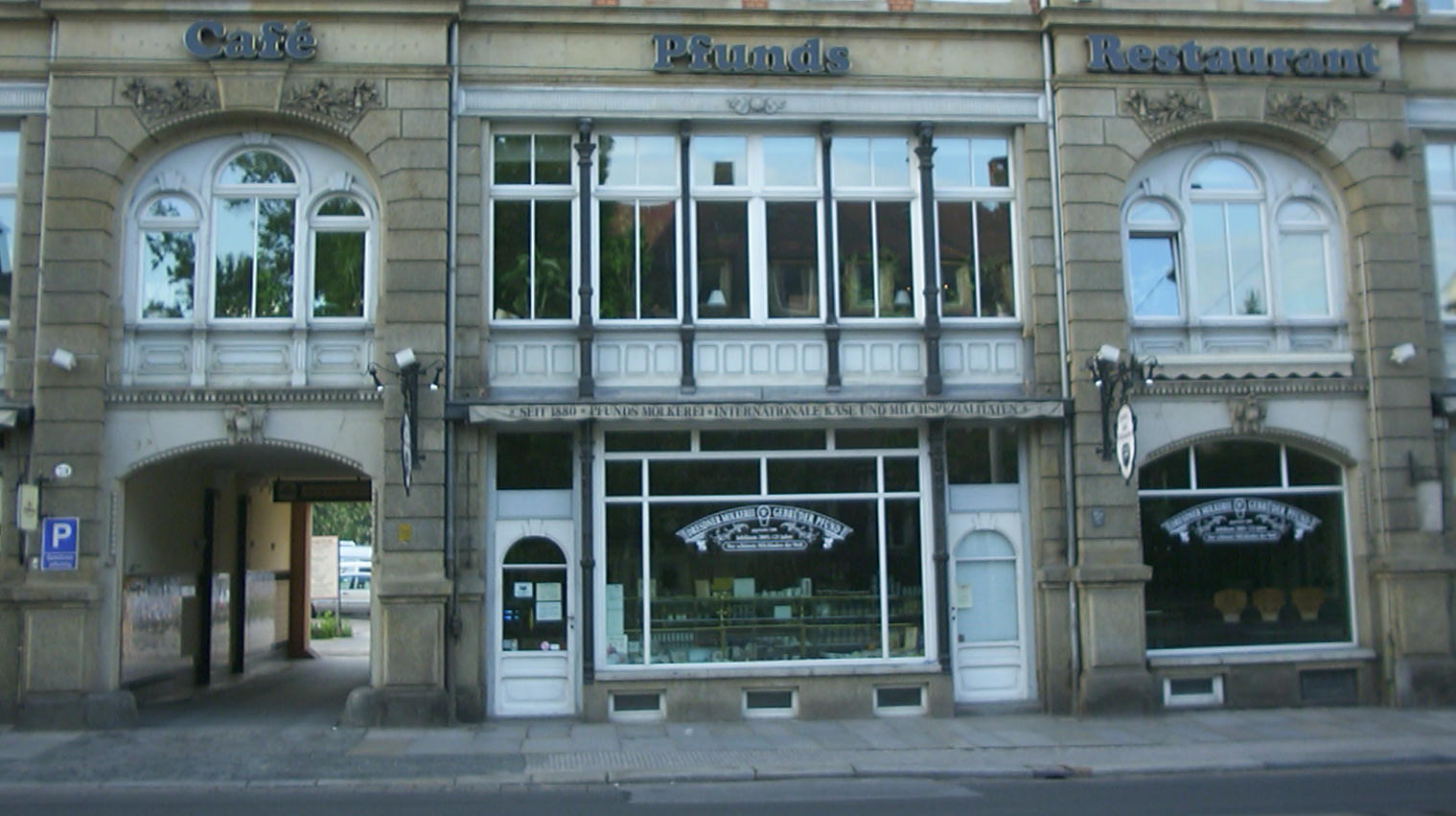
Pfund's 乳品店

这是德累斯顿最受欢迎的旅游景点之一，使用唯宝（Villeroy & Boch）生产的新文艺复兴建筑瓷砖装饰 ，被誉为世界上最美的乳品店。

### 旧犹太公墓
位于靠近马丁路德广场的普尔斯尼茨街（Pulsnitzer Straße）。它建于1751年，是萨克森州最古老的犹太人墓地。1869年，在约翰施塔特附近为德累斯顿的犹太人建立了一个新的墓地。

### 艺术廊街

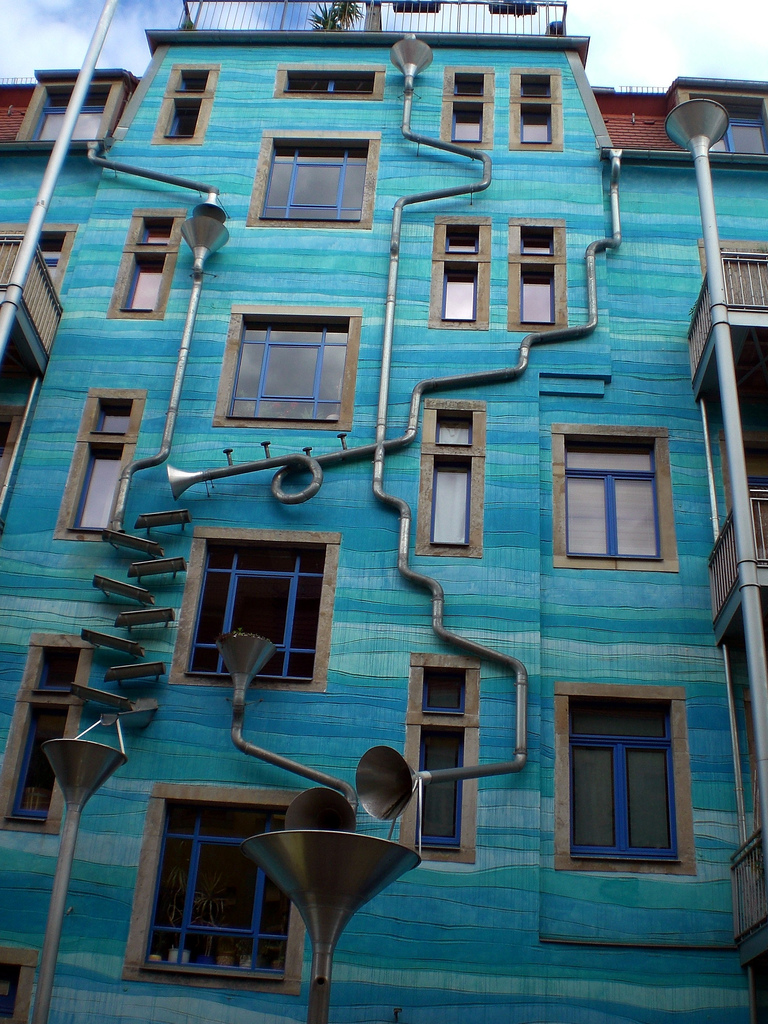
艺术廊街

艺术廊街（Kunsthofpassage）位于格尔利茨街（Görlitzer Straße）旁，是一座建筑群，其5个庭院包含有趣的艺术品和装饰，其中的光雨庭院（Hof der Elemente）以由雨滴奏响的音乐而著称。 廊街内开设小型精品店、画廊、书店和咖啡馆。

### 北浴室
北浴室（Nordbad）是德累斯顿仅存的一座历史悠久的澡堂。它在1974年至1992年曾一度关闭，但是已再次开放营业。浴池本身宽 8 米，长 16 米。

### 巴拿马冒险乐园
外新城有一个特别适合儿童的景点——巴拿马冒险乐园，适合6至16岁的儿童前来与马、羊和其他动物互动。巴拿马被设计为“城市中的游乐场”，因此位于街区中间，周围以格尔利茨街（ Görlitzer）、卡门茨街（Kamenzer）、塞布尼茨街（Sebnitzer）和路易丝街（Louisen）为界。

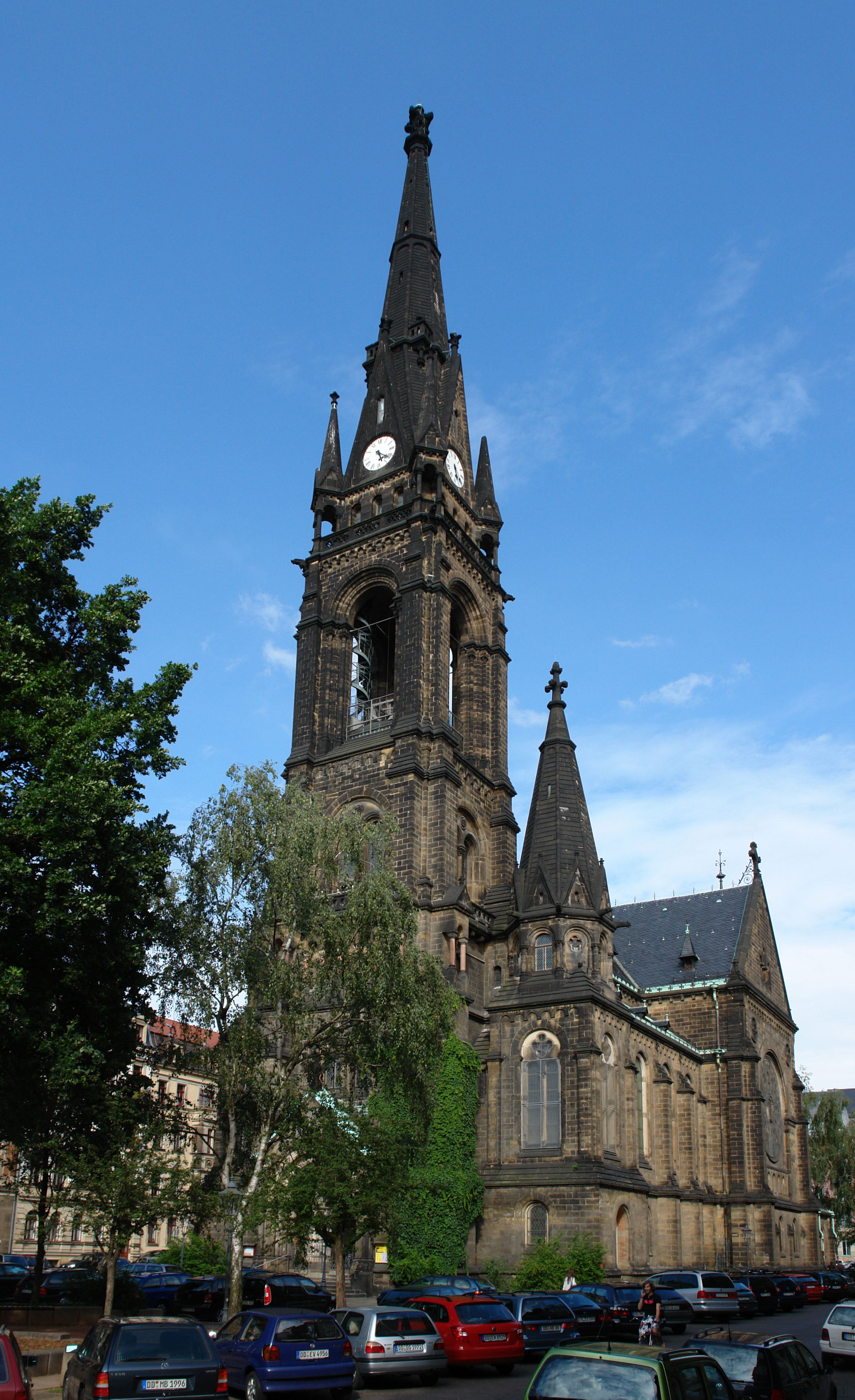
马丁路德教堂
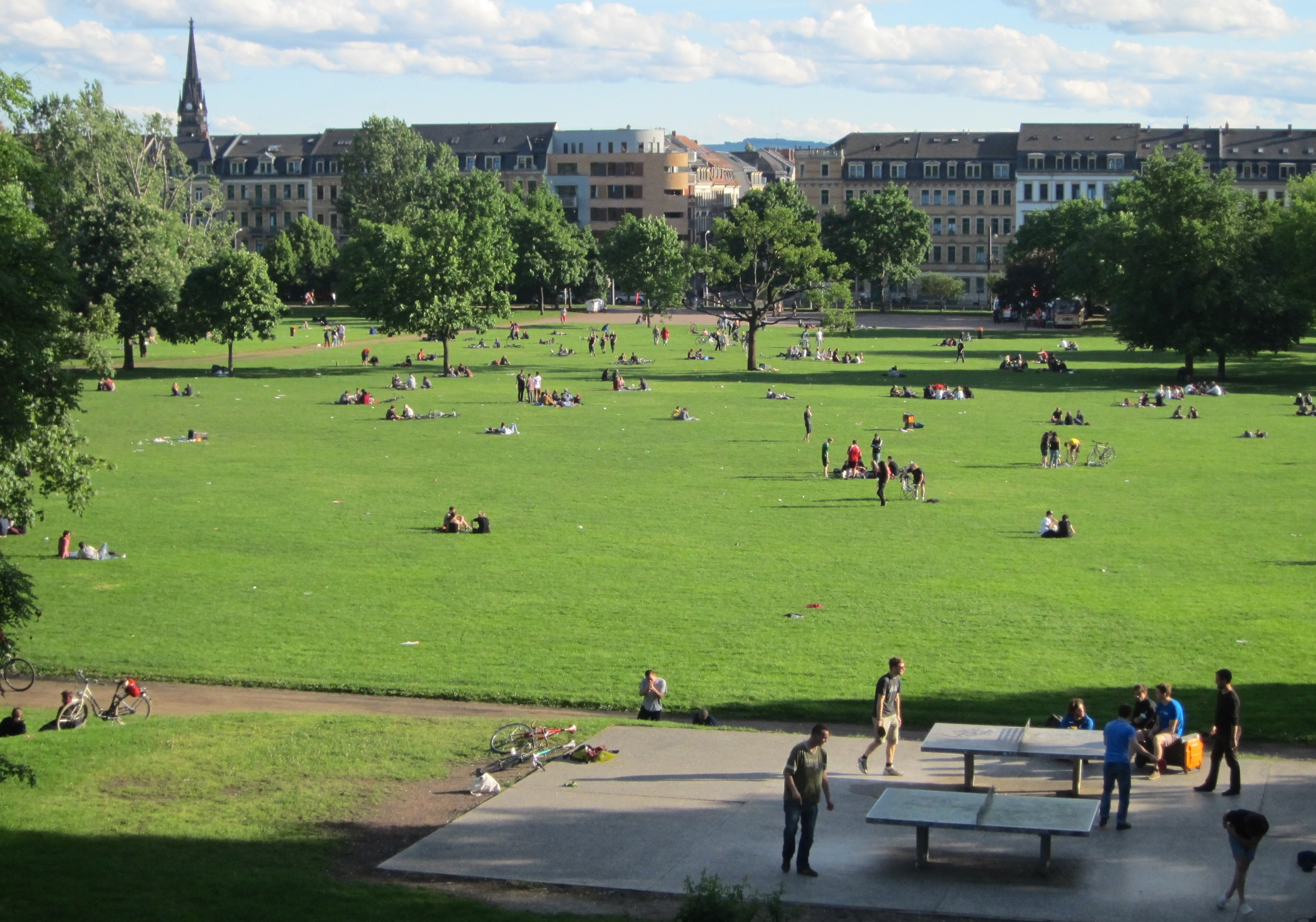
明矾广场
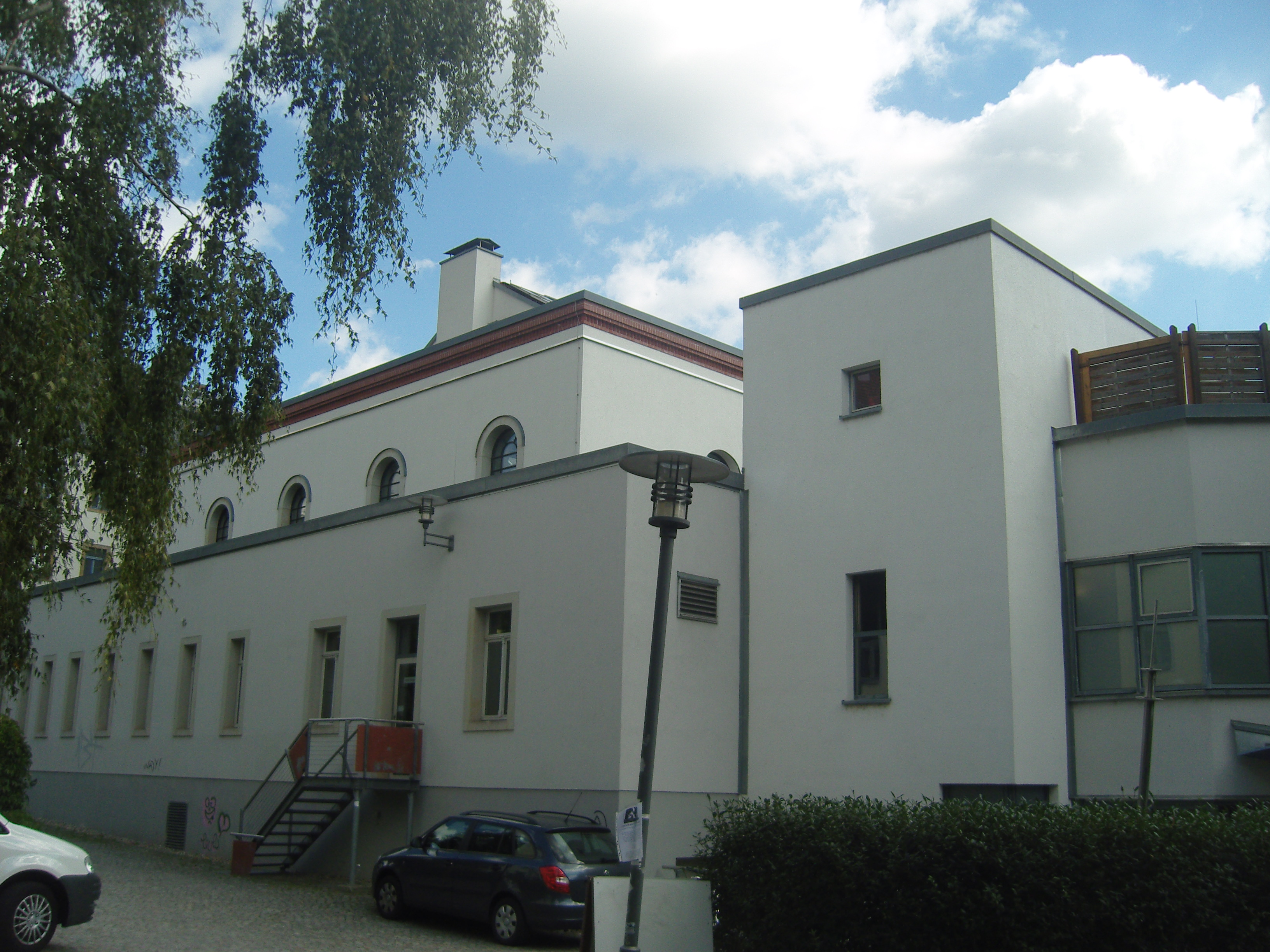
北浴室
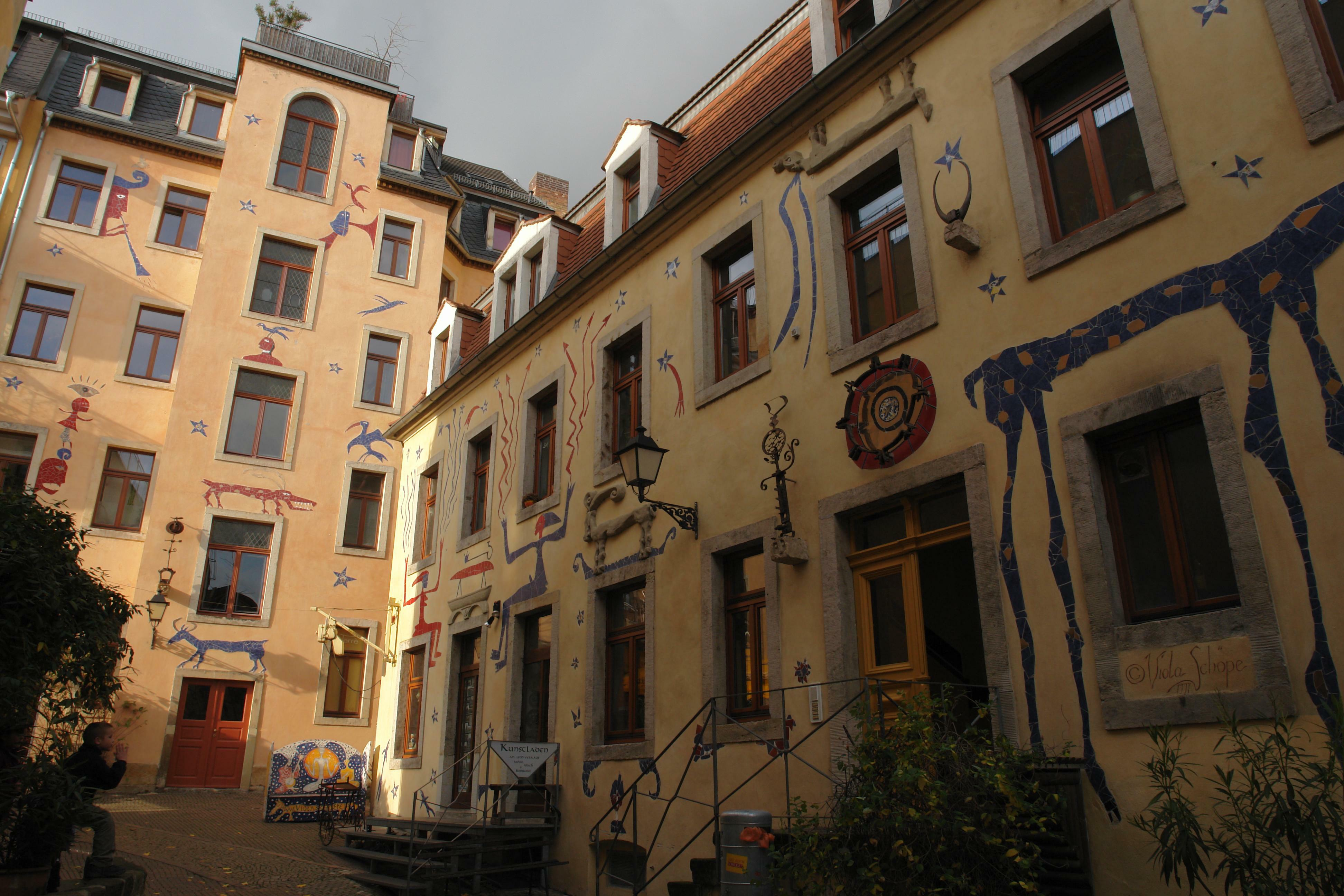
艺术廊街
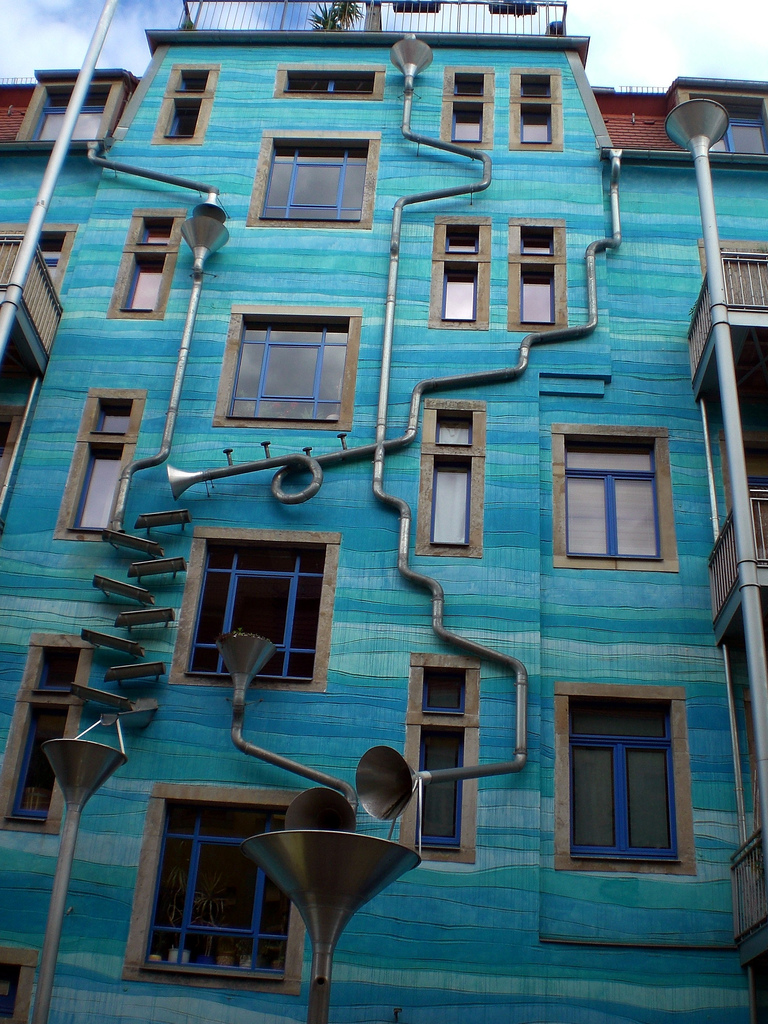
艺术廊街
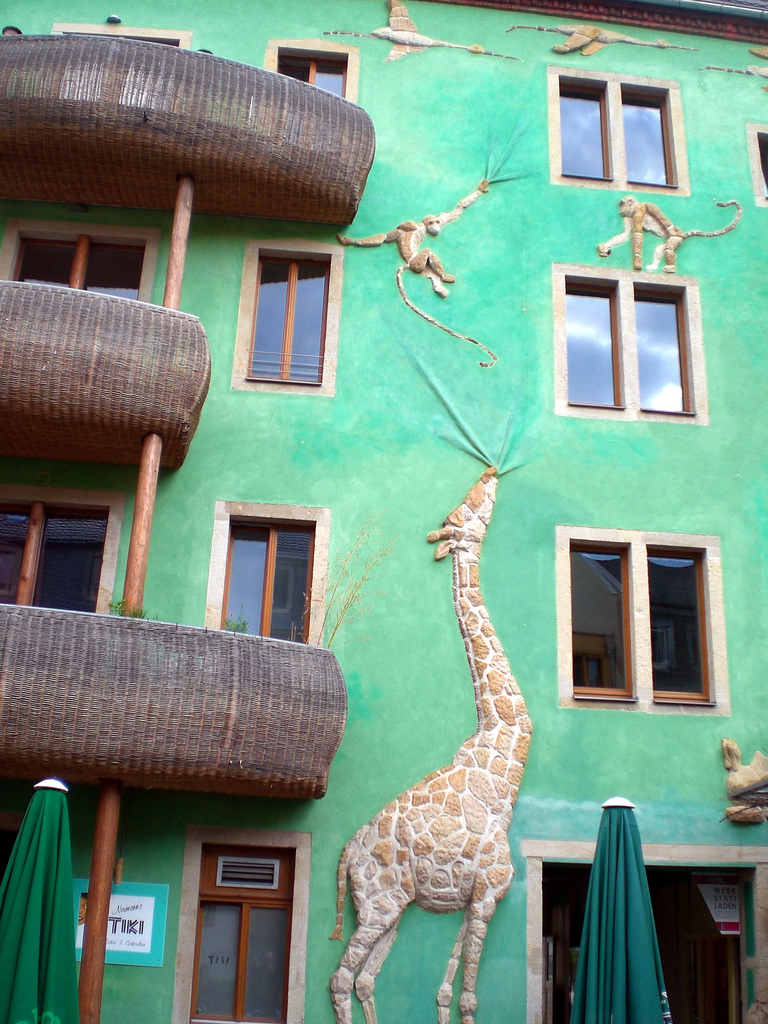
艺术廊街

## 夜生活
外新城被认为是全德国最热闹的酒吧区之一，酒吧、夜总会和咖啡馆高度集中。